# Rödtjärnen (Järbo socken, Gästrikland)
Rödtjärnen är en sjö i Sandvikens kommun i Gästrikland och ingår i Gavleåns huvudavrinningsområde. Sjön är 2,7 meter djup, har en yta på 0,05 kvadratkilometer och befinner sig 130 meter över havet.